# Port lotniczy Teniente Jorge Henrich Arauz
Port lotniczy Teniente Jorge Henrich Arauz – port lotniczy zlokalizowany w boliwijskim mieście Trinidad.

## Linie lotnicze i połączenia
- Amaszonas (Cobija, Cochabamba, Guayaramerín, La Paz, Riberalta, Rurrenabaque, San Borja, Santa Ana del Yacuma, Santa Cruz-El Trompillo, Santa Cruz-Viru Viru)
- Aerocon (La Paz, Cochabamba, Santa Cruz, Tarija, Santa ana, Riberalta, Guayaramerín, Cobija)
- TAM - Transporte Aéreo Militar (La Paz, Cochabamba, Santa cruz, Riberalta, cobija, Guayaramerín, Rurrenabaque, San Borja)